# Orectochilus nathani
Orectochilus nathani is een keversoort uit de familie van schrijvertjes (Gyrinidae). De wetenschappelijke naam van de soort is voor het eerst geldig gepubliceerd in 1966 door Ochs.